# Fejérváry Imre
Báró komlóskeresztesi Fejérváry Imre (Bécs, 1866. február 20. – Csorvás, 1952. december 5.) politikus, főispán, a Fejérváry család tagja.

## Élete
Báró Fejérváry Géza (1833–1914) miniszterelnök és üszögi és mosgói Biedermann Sarolta (1844–1924) egyetlen fiúgyermekeként született az osztrák fővárosban. Mivel Imre az egyik lábára alig észrevehetően sántított, a családi hagyományokkal ellentétben nem katonai, hanem közigazgatási pályára szánták. A középfokú iskolát a bécsi Theresianumban végezte, ezután jogi tanulmányokat folytatott előbb Debrecenben, majd Budapesten. 1889-ben kezdte meg pályafutását Baranya vármegye tiszteletbeli aljegyzőjeként. 1890. február 1-jén államtudományi doktori oklevelet szerzett, majd február 12-én főispáni titkárrá nevezték ki, majd 1891-ben belügyminisztériumi szolgálattételre hívták be, ahol miniszteri segédtitkárrá léptették elő. 1897-ben Baranya vármegye és Pécs sz. kir. tjv. főispánjává tették meg. Tisztét egészen 1905. december 27-éig töltötte be, amikor lemondott, és az uralkodó felmentette. Ezt követően teljesen visszavonult a közélettől. 1910-ben a Nemzeti Munkapárt végrehajtó bizottsági előadójának hívták meg, akkor rövid időre visszatért a politikai életbe. Magánéletében több csapás is érte 1929-ben előbb felesége, majd 1932-ben egyetlen fia is elhunyt. Túlélte a világháborúkat és még a kommunista hatalomátvételt is megérte. 1951-ben kitelepítették Csorvásra, ahol 1952-ben meghalt.
Rokonsága révén komoly kapcsolatokkal rendelkezett felsőbb körökben. Édesapja 1905-től rövid ideig miniszterelnök volt, egyik sógora pedig, rajeci gróf Burián István az Osztrák–Magyar Monarchia közös pénzügyminisztere volt.

## Családja
1893-ban feleségül vette szilasi és pilisi Szilassy Laurát (1874–1929), szilasi és pilisi Szilassy Gyula (1841–1889) és Correvon Laura-Eliza (1847–1886) lányát. A házasságukból egyetlen gyermek születéséről lehet tudni:
- Géza Gyula Imre (1894–1932) herpetológus, paleontológus, zoológus; neje, Lángh Aranka Mária (1898–1988) hematológus[1]

## Kitüntetései
- Porosz II. osztályú vörös sas- és koronarend[2]
- Schaumburg-Lippe uralkodó herceg II. osztályú házirendje cserlombdísszel ékesített keresztje[2]
- Lipót-rend lovagkeresztje (1905)[2]